# Memphis oenomais
Espèce
Prepona oenomais est une espèce d'insectes lépidoptères (papillons) de la famille des Nymphalidae, de la sous-famille des Charaxinae et du genre Memphis.

## Dénomination
Memphis oenomais a été décrit par Jean-Baptiste Alphonse Dechauffour de Boisduval en 1870 sous le nom initial de Paphia oenomais.
Synonymes : Paphia morta Druce, 1877; Anaea oenomais ; Godman & Salvin, [1884].

### Noms vernaculaires
Memphis oenomais se nomme Oenomais Leafwing ou Edge Leafwing en anglais,.

## Description
Memphis oenomais est un papillon aux ailes antérieures à bord costal bossu, apex pointu en crochet, bord externe concave près de l'apex, angle interne pointu en crochet, bord interne concave et aux ailes postérieures munies chacune d'une queue en massue.
Le dessus des ailes est marron plus ou moins foncé avec une large suffusion bleu métallisé basale.
Le revers est ocre jaune à ocre orangé, brillant, et simule une feuille morte.

## Biologie
Memphis oenomais réside dans la canopée.

### Plantes hôtes
Les plantes hôtes de sa chenille sont des Croton.

## Écologie et distribution
Memphis oenomais est présent au Mexique, au Costa Rica, à Belize, à Panama, en Bolivie, au Pérou, au Brésil et en Guyane,..

### Biotope
Memphis oenomais réside dans tous les types de forêt tropicale humide en dessous de 1 000 m.

### Protection
Pas de statut de protection particulier.